# Michail Alexandrowitsch Sergatschow
Michail Alexandrowitsch Sergatschow (russisch Михаил Александрович Сергачёв; englische Transkription: Mikhail Alexandrovich Sergatchev bzw. Sergatchov; * 25. Juni 1998 in Nischnekamsk) ist ein russischer Eishockeyspieler, der seit Juni 2024 bei den Utah Mammoth in der National Hockey League unter Vertrag steht. Zuvor war der Verteidiger sieben Jahre für die Tampa Bay Lightning aktiv, mit denen er in den Playoffs 2020 und 2021 den Stanley Cup gewann.

## Karriere
Sergatschow entstammt der Nachwuchsabteilung von Neftechimik Nischnekamsk, dem Eishockeyklub seiner Geburtsstadt. Zwischen 2012 und 2014 spielte er für die Juniorenteams des HK Witjas aus Podolsk, parallel absolvierte er einige internationale Turniere für das russische Nachwuchs-Nationalteam des Jahrgangs 1998 (Rossija 98). In der Saison 2014/15 war der 16-jährige Verteidiger bereits in der höchsten russischen Juniorenklasse vertreten, wo er für Irbis Kasan in der Molodjoschnaja Chokkeinaja Liga spielte. Nachdem er im Sommer 2015 im CHL Import Draft an der sechsten Gesamtposition von den Windsor Spitfires aus der Ontario Hockey League ausgewählt worden war, wechselte der Russe prompt auf den nordamerikanischen Kontinent und war in der Spielzeit 2015/16 für die Spitfires aktiv. Im Verlauf des Spieljahres lief er in 67 Partien auf und sammelte dabei 57 Scorerpunkte. Der Rookie sicherte sich mit seinen Leistungen am Saisonende die Max Kaminsky Trophy als bester Verteidiger der Liga und wurde zudem sowohl ins First All-Star- als auch First All-Rookie-Team berufen. Daraufhin wurde Sergatschow im NHL Entry Draft 2016 bereits an neunter Gesamtposition von den Canadiens de Montréal aus der National Hockey League ausgewählt.
Die Canadiens nahmen ihre Draftwahl bereits im Juli 2016 unter Vertrag. Durch gute Leistungen im saisonvorbereitenden Trainingslager erarbeitete er sich zunächst einen Platz im Kader des Traditionsklubs zu Beginn der Spielzeit 2016/17 und feierte am 13. Oktober 2016 sein Pflichtspieldebüt. Nach drei NHL-Einsätzen schickten ihn die Canadiens jedoch Ende Oktober zurück zu den Spitfires in die OHL, wo der Verteidiger sein Spiel weiterentwickeln sollte. Mit den Spitfires gewann Sergatschow am Ende der Spielzeit den Memorial Cup und wurde dabei ins All-Star-Team des Turniers gewählt.
Am 15. Juni 2017 wurde der Verteidiger schließlich im Tausch für den kanadischen Stürmer Jonathan Drouin an die Tampa Bay Lightning abgegeben. Hätte Sergatschow im Verlauf der gesamten Saison 2017/18 weniger als 40 NHL-Spiele bestritten, hätten die Lightning zudem ein Zweitrunden-Wahlrecht im NHL Entry Draft 2018 und die Canadiens ein Sechstrunden-Wahlrecht im selben Draft erhalten. Diese Bedingung erfüllte sich in der Folge jedoch nicht, da der Russe mit 79 Partien fast alle Spiele für Tampa bestritt und dabei 40 Punkte erzielte. In der Folge etablierte er sich als offensiv orientierter Verteidiger im Kader der Lightning, mit denen er in den Playoffs 2020 den Stanley Cup gewann. Anschließend unterzeichnete er im November 2020 einen neuen Dreijahresvertrag in Tampa, der ihm ein durchschnittliches Jahresgehalt von 4,8 Millionen US-Dollar einbringen soll. In den Playoffs 2021 verteidigten die Lightning den Stanley Cup, bevor der dritte Titel in Folge im Endspiel der Playoffs 2022 durch eine 2:4-Niederlage gegen Colorado knapp verpasst wurde. In der Saison 2022/23 verzeichnete der Verteidiger mit 64 Punkten aus 79 Partien seine bisher mit Abstand beste persönliche Offensivstatistik. Von der folgenden Spielzeit 2023/24 verpasste er allerdings verletzungsbedingt über die Hälfte.
Nach sieben Jahren bei den Lightning wurde Sergatschow im Juni 2024 an den neu gegründeten Utah Hockey Club abgegeben. Im Gegenzug erhielt Tampa Janis Moser, Conor Geekie, ein Zweitrunden-Wahlrecht im NHL Entry Draft 2025 sowie ein Siebtrunden-Wahlrecht im NHL Entry Draft 2024. Das Team aus Salt Lake City firmiert seit Mai 2025 als Utah Mammoth.

### International
Sergatschow vertrat sein Heimatland bei der World U-17 Hockey Challenge 2014 im November, dem Europäischen Olympischen Winter-Jugendfestival 2015, den U18-Junioren-Weltmeisterschaften 2015 und 2016 sowie U20-Junioren-Weltmeisterschaft 2017. Dabei konnte der Abwehrspieler bei der World U-17 Hockey Challenge und dem Europäischen Olympischen Winter-Jugendfestival jeweils die Goldmedaille gewinnen und bei der U20-Junioren-Weltmeisterschaft 2017 die Bronzemedaille. Das Europäische Olympische Winter-Jugendfestival schloss er zudem als bester Torvorbereiter des Turniers ab. 
Sein erstes Turnier für die russischen Herren bestritt er bei der Weltmeisterschaft 2019, als die Bronzemedaille gewonnen wurde.

## Erfolge und Auszeichnungen
| - 2016 Teilnahme am CHL Top Prospects Game - 2016 OHL First All-Rookie Team - 2016 OHL First All-Star Team - 2016 Max Kaminsky Trophy - 2017 OHL Second All-Star Team | - 2017 Memorial-Cup-Gewinn mit den Windsor Spitfires - 2017 Memorial Cup All-Star-Team - 2020 Stanley-Cup-Gewinn mit den Tampa Bay Lightning - 2021 Stanley-Cup-Gewinn mit den Tampa Bay Lightning |

### International
| - 2014 Goldmedaille bei der World U-17 Hockey Challenge - 2015 Goldmedaille beim Europäischen Olympischen Winter-Jugendfestival - 2015 Bester Vorlagengeber des Europäischen Olympischen Winter-Jugendfestivals | - 2017 Bronzemedaille bei der U20-Junioren-Weltmeisterschaft - 2019 Bronzemedaille bei der Weltmeisterschaft |

## Karrierestatistik
Stand: Ende der Saison 2024/25

### International
Vertrat Russland bei:
| - World U-17 Hockey Challenge 2014 (November) - Europäisches Olympisches Winter-Jugendfestival 2015 - U18-Junioren-Weltmeisterschaft 2015 | - U18-Junioren-Weltmeisterschaft 2016 - U20-Junioren-Weltmeisterschaft 2017 - Weltmeisterschaft 2019 |

(Legende zur Spielerstatistik: Sp oder GP = absolvierte Spiele; T oder G = erzielte Tore; V oder A = erzielte Assists; Pkt oder Pts = erzielte Scorerpunkte; SM oder PIM = erhaltene Strafminuten; +/− = Plus/Minus-Bilanz; PP = erzielte Überzahltore; SH = erzielte Unterzahltore; GW = erzielte Siegtore; 1 Play-downs/Relegation; Kursiv: Statistik nicht vollständig)